# Wilhelm Tuch
Wilhelm Tuch (* 26. Dezember 1866 in Leipzig; † 20. Mai 1921 in Bad Mergentheim) war ein deutscher Unternehmer und Politiker (DVP).

## Leben und Beruf
Wilhelm Tuch wurde am 26. Dezember 1866 als Sohn eines selbständigen Klempnermeisters in Leipzig geboren. Nach dem Besuch der Bürgerschule und der Realschule absolvierte er eine Klempnerlehre und besuchte gleichzeitig die städtische Gewerbeschule in Leipzig. Anschließend war er beruflich im In- und Ausland tätig. Drei Jahre später trat er als Klempnermeister und Installateur für gesundheitstechnische Anlagen in die väterliche Firma Wilh. Tuch ein. Er wurde Teilhaber des Unternehmens und war seit 1913 dessen alleiniger Inhaber. Daneben fungierte er seit 1909 als Obermeister der Leipziger Klempner- und Installateur-Innung und seit 1910 als Vorsitzender des Verbandes der Klempner- und Installateur-Innungen. 1919 wurde er stellvertretender Vorsitzender der Gewerbekammer in Leipzig. Außerdem war er Mitglied in zahlreichen Verbänden von Industrie und Wirtschaft. Wilhelm Tuch starb am 20. Mai 1921 in Bad Mergentheim, wohin er seine Frau zur Kur gebracht hatte.

## Politik
Tuch wurde bei der Reichstagswahl im Juni 1920 in den Deutschen Reichstag gewählt, dem er bis zu seinem Tode angehörte. Im Parlament vertrat er den Wahlkreis Leipzig. Nachrücker im Reichstag war Johannes Wunderlich.